# Спастическая спинальная параплегия
Спастическая спинальная параплегия — неврологическое заболевание верхнего двигательного нейрона (motor neuron disease).

## Этиология и патогенез
Заболевание возникает вследствие разрушения нервных волокон, исходящих от двигательных клеток головного мозга (верхних двигательных нейронов). Различают наследственную (в ней: простую и сложную) и спорадическую форму. Симптоматика объясняется дистальной аксонопатией кортикоспинального тракта, а также дистальных (шейных) отделов Tractus gracilis. Редко имеет место поражение спиноцеребеллярных трактов и уменьшение числа клеток Беца в двигательной коре мозга. Изолированную прогрессирующую дегенерацию без чувствительных симптомов и нарушений умственных функций и функции мозжечка называют первичным боковым склерозом.
Наследственные формы (HSP, болезнь Штрюмпеля-Лоррэна) имеют аутосомно-доминантный (70–80 %), аутосомно-рецессивный (20–30 %) или X-хромосомальный тип наследования. Формы заболевания именуют сложными, если наличествуют так называемые дополнительные симптомы (см. ниже).

## Симптоматика
- Спастический парапарез или параплегия, вначале может быть асимметричным, позднее – симметричный. Картина походки: круговые движения носков ступни, походка на пальцах ступни, повёрнутые внутрь колени, при быстрой ходьбе колени бьются друг о друга.
- Положительный рефлекс Бабинского, клонус ахиллесового и пателлярного рефлекса. Обыкновенно нормальные брюшные рефлексы.
- У детей: замедление двигательного развития; у подростков: неловкость в спортивных играх.
- Спастические контрактуры сгибающей мускулатуры, pes cavus.
- Иногда (чаще в поздней стадии) повышенный уровень собственных мышечных рефлексов верхних конечностей.
- Нарушение двигательной функции руки.
- Редко: псевдобульбарный синдром, скорее наличие повышенного рефлекса M. masseter.
- Нарушение глубокой чувствительности, в особенности ощущения вибрации.
- Императивный позыв на мочеиспускание, реже – инконтиненция.

Дополнительные симптомы (в случае сложных наследственных форм)
- Повреждения вторичных двигательных нейронов и, как следствие, амиотрофия (чаще нижних конечностей), нейропатия зрительного нерва, ретинопатия, экстрапирамидальные симптомы, умственная отсталость и деменция, целебеллярная атаксия, нарушения слуха, эпилептические припадки (височной доли мозга).
- Нарушения распространения сердечного импульса, глаукома, гематологические нарушения, изменения кожи и скелета, малый рост, рефлюксная болезнь, грыжа пищеводного отверстия диафрагмы.

Течение заболевания
- Заболевание проявляется обыкновенно в детском возрасте или во второй декаде. Оно характеризуется медленным развитием, редко приводит к потери способности движения. Длительность жизни – нормальная.

## Диагностика
- Диагностирование наследственной спастической параплегии осуществляется на основании характерной клинической картины с характерными симптомами: спастическим симметричным парапарезом ног, повышенным уровнем рефлексов, положительным рефлексом Бабинского, положительным семейным анамнезом и нарушением вибрационной чувствительности. К возможным дополнительным симптомам относятся: центральное нарушение мочеиспускания, парез и повышенный уровень рефлексов в области рук.
- Лабораторные параметры: уровень витамина B12 (метилмалоновая кислота, гомоцистеин), жирные кислоты с длинной цепью, антитела против HTLV-1, аквапорин 4 и MOG.
- В рамках дифференциальной диагностики проводятся: сканирование в магнитном томографе, исследование спинномозговой жидкости (ликвора).
- Консультация у специалиста по генетике.

## Дифференциальный диагноз
- Адреномиелонейропатия и адренолейкодистрофия
- Миелопатия при недостатке витамина B12
- Церебральный парез
- Спинальные опухоли или новообразования, спинальные аномалии, сирингомиелия
- HTLV-1-ассоциированный тропический спастический парапарез
- Нейросифилис
- Рассеянный склероз, оптиконевромиелит

## Лечение
Этиотропной терапии не существует. Лечение предполагает физиотерапевтические мероприятия, тренировки двигательных функций.